# 신출

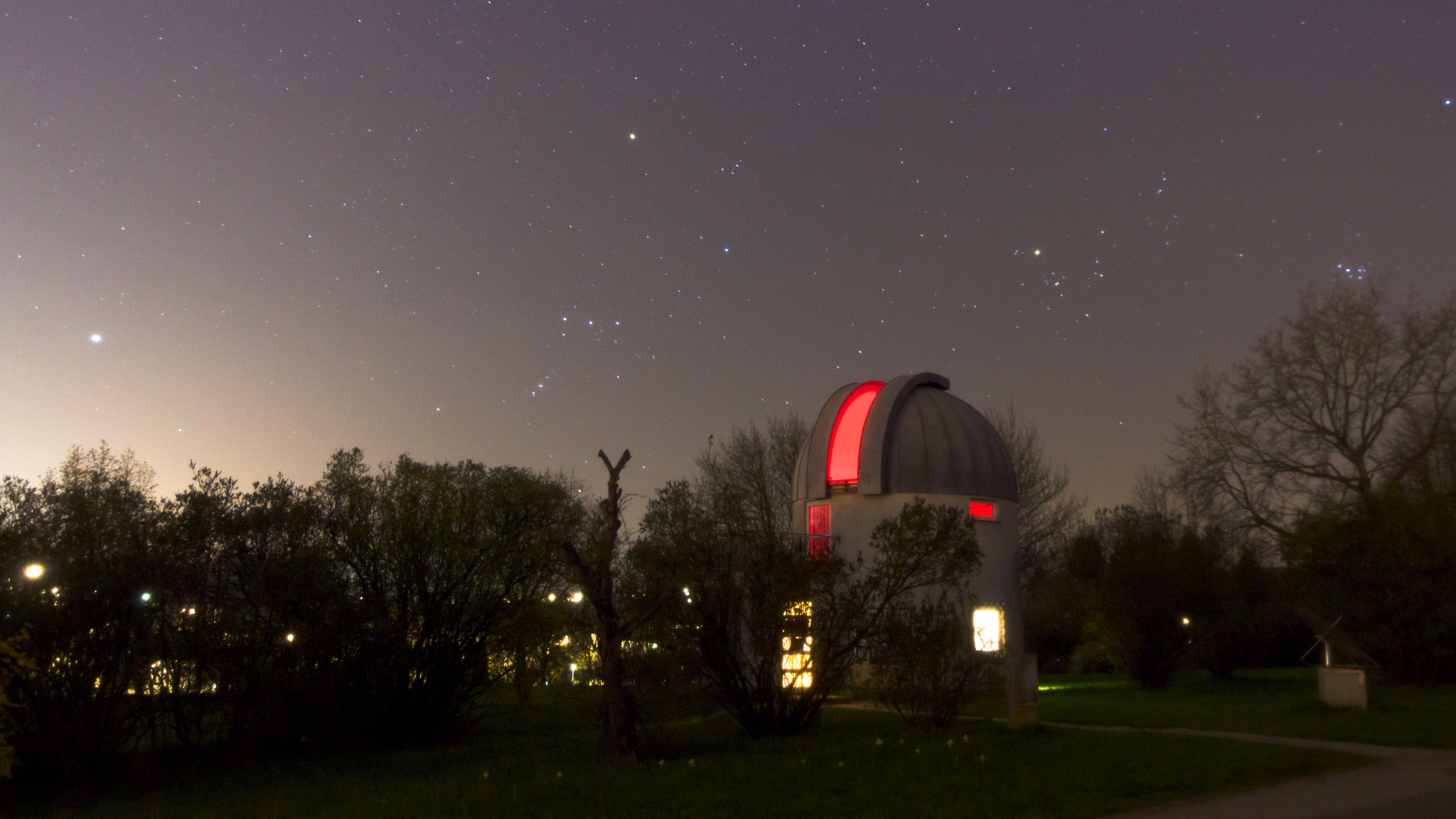

별(또는 달이나 행성 또는 별자리)의 신출(新出) 또는 태양과 함께 출몰(heliacal rising)은 밤 동안에 그것이 보이지 않다가 태양이 떠오르기 직전의 짧은 순간에 동쪽 지평선에서 맨먼저 보이게 될 때 나타난다.
매일 태양과 함께 출현한 후의 항성은 태양보다 약간 먼저 떠올랐다가 태양 빛에 의해 가려지기 직전까지 보이게 될 것이다. (태양은 그 항성에 비해 황도라고 불리는 경도를 따라 하루에 약 1도씩 동쪽으로 이동한다.) 날이 지남에 따라, 동트기 전의 그 항성은 (하루에 약 1도씩) 점점 서쪽으로 이동하게 될 것이며, 서쪽 지평선으로 완전히 넘어가면, 새벽 하늘에서 더 이상 보이지 않게 될 것이다. 이는 우주적 출몰이라고도 불린다. 전에 태양과 함께 출몰했던 같은 항성은 거의 1년이 지나서야 새벽의 동쪽 하늘에서 재등장할 것이다. 태양과 함께 출몰은 객체의 관측에만 의존하기 때문에, 그것의 정확한 순간은 기후에 따라 변한다.
지구의 특정 위도에서 관측한다면 어떤 항성들은 태양과 함께 출몰하지 않는다. 주극성은 한해 동안 내내 지평성 위에 있으므로, 새벽 하늘에 보이는 것은 당연하다. 반대로, 어떤 항성들은 어떤 위치에서는 전혀 보이지 않는다. 예를 들면, 북극성은 호주에서 보이지 않으며, 남십자자리는 유럽이나 한국에서는 보이지 않는데, 왜냐하면 그것들은 언제나 지평선 아래에 있기 때문이다.
일출과 일몰 때의 항성을 포함하는 별자리들은 초기의 달력이나 황도대와 결합되었다. 고대 이집트인들은 시리우스의 신출을 기준으로 하는 달력을 사용했고 (황도대나 달력의 360°원의 각각 10°씩의 구간마다 하나씩의) 데칸 항성이라고 불리는 36개의 신출 항성을 기준으로 하는 시간 측정 기법을 고안했다. 수메르인들과 바빌로니아인들 그리고 고대 그리스인들 역시 농경 활동 시기에 맞춰 여러 항성의 신출을 사용하였다. 뉴질랜드의 마오리족에게 플레이아데스는 마타리키라고 불리는데, 그것의 신출은 (6월경의) 새해의 시작을 나타낸다.
마푸체는 플레이아데스를 느가우포니라고 불렀는데, 새해가 시작 되기 전 며칠 동안 웨 트리판투(마푸체의 새해)와 근접해 있는 그것은 새벽에 동쪽에서 보이다가 서쪽으로 사라지게 된다. 느가우포니의 신출의 한 예를 들면, 웨 트리판투라고 알려진 하지의 전의 거의 12일 전의 한 시간 동안의 지평선에서의 플레이아데스의 출현이 있다.
해질녘에 동쪽 지평선 위로의 한 천체의 상승은 일몰시 출현(日沒時 出現, acronychal rising)이라고 불린다.

## 참고 문헌
본 문서에는 현재 퍼블릭 도메인에 속한 브리태니커 백과사전 제11판의 "Heliacal" 항목을 기초로 작성된 내용이 포함되어 있습니다.
1. ↑  John Britton's & Christopher Walker's chapter 'Astronomy and Astrology in Mesopotamia' in "Astronomy before the telescope", 1969, British Museum Press, Pg 48
2. ↑  Show Me a Dawn, or "Heliacal," Rising→새벽을 알리다. 또는 "태양과 함께" 상승
3. ↑  rising and setting of stars 보관됨 2023-11-30 - 웨이백 머신→항성의 출몰
4. ↑  Archaic Astronomy and Heliacal Rising→고대 천문학과 태양과 함께 출몰